# Lista odcinków amerykańskiego serialu Queer as Folk
Poniżej znajduje się lista odcinków serialu amerykańskiego Queer as Folk, produkowanego i emitowanego w latach 2000 – 2005. Emisja w Polsce odbywała się od 1 marca 2010 roku na kanale nFilm HD (serie 1-4) oraz nPremium3 (seria 5).

## Przegląd sezonów
| Seria | Seria | Odcinki | Premierowa emisja | Premierowa emisja | Premierowa emisja | Premierowa emisja | Premierowa emisja | Premierowa emisja | Wydania DVD     |
| Seria | Seria | Odcinki | Premiera          | Finał             | Premiera          | Finał             | Premiera          | Finał             | Region 1        |
| ----- | ----- | ------- | ----------------- | ----------------- | ----------------- | ----------------- | ----------------- | ----------------- | --------------- |
|       | 1     | 22      | 3 grudnia 2000    | 24 czerwca 2001   | 22 stycznia 2001  | 25 czerwca 2001   | 1 marca 2010      | 26 lipca 2010     | 8 stycznia 2002 |
|       | 2     | 20      | 6 stycznia 2002   | 16 czerwca 2002   | 21 stycznia 2002  | 17 czerwca 2002   | 6 września 2010   | 17 stycznia 2011  | 25 lutego 2003  |
|       | 3     | 14      | 2 marca 2003      | 22 czerwca 2003   | 7 kwietnia 2003   | 7 lipca 2003      | 7 marca 2011      | 6 czerwca 2011    | 24 lutego 2004  |
|       | 4     | 14      | 18 kwietnia 2004  | 18 lipca 2004     | 19 kwietnia 2004  | 19 lipca 2004     | 5 września 2011   | 5 grudnia 2011    | 5 kwietnia 2005 |
|       | 5     | 13      | 22 maja 2005      | 7 sierpnia 2005   | 23 maja 2005      | 15 sierpnia 2005  | 12 marca 2012     | 4 czerwca 2012    | 30 maja 2006    |
|       | S     | 2       | 2000              | 31 lipca 2005     | brak danych       | brak danych       | brak danych       | brak danych       | –               |

## Listy odcinków

### Seria 1: 2000–2001
| №  | #  | Tytuł                                   | Reżyseria        | Scenariusz                                                | Premiera w USA   | Premiera w Kanadzie |
| -- | -- | --------------------------------------- | ---------------- | --------------------------------------------------------- | ---------------- | ------------------- |
| 1  | 1  | Premiere                                | Russell Mulcahy  | Ron Cowen & Daniel Lipman                                 | 3 grudnia 2000   | 22 stycznia 2001    |
| 2  | 2  | Queer, There and Everywhere             | Russell Mulcahy  | Ron Cowen & Daniel Lipman                                 | 3 grudnia 2000   | 22 stycznia 2001    |
| 3  | 3  | No Bris, No Shirt, No Service           | Russell Mulcahy  | Ron Cowen & Daniel Lipman                                 | 10 grudnia 2000  | 22 stycznia 2001    |
| 4  | 4  | Ted's Not Dead                          | Kevin Inch       | Richard Kramer                                            | 17 grudnia 2000  | 29 stycznia 2001    |
| 5  | 5  | Now Approaching... The Line             | Kari Skogland    | Jason Schafer                                             | 7 stycznia 2001  | 2 lutego 2001       |
| 6  | 6  | The Art of Desperation                  | Kari Skogland    | Jonathan Tolins                                           | 21 stycznia 2001 | 12 lutego 2001      |
| 7  | 7  | Smells Like Codependence                | David Wellington | Ron Cowen & Daniel Lipman                                 | 28 stycznia 2001 | 19 lutego 2001      |
| 8  | 8  | Babylon Boomerang                       | Steve DiMarco    | Richard Kramer                                            | 4 lutego 2001    | 26 lutego 2001      |
| 9  | 9  | Daddy Dearest (Sonny Boy)               | John Greyson     | Jason Schafer & Jonathan Tolins                           | 11 lutego 2001   | 5 marca 2001        |
| 10 | 10 | Queens of the Road                      | John L'Ecuyer    | Doug Guinan                                               | 18 lutego 2001   | 12 marca 2001       |
| 11 | 11 | Surprise!                               | Michael DeCarlo  | Jason Schafer & Jonathan Tolins                           | 25 lutego 2001   | 19 marca 2001       |
| 12 | 12 | Move It or Lose It                      | John Greyson     | Richard Kramer, Ron Cowen & Daniel Lipman                 | 4 marca 2001     | 26 marca 2001       |
| 13 | 13 | Very Stupid People                      | Ron Oliver       | Drew Z. Greenberg                                         | 11 marca 2001    | 2 kwietnia 2001     |
| 14 | 14 | A Change of Heart                       | Michael DeCarlo  | Doug Guinan                                               | 18 marca 2001    | 9 kwietnia 2001     |
| 15 | 15 | The Ties That Bind                      | Alex Chapple     | Garth Wingfield                                           | 1 kwietnia 2001  | 16 kwietnia 2001    |
| 16 | 16 | French Fried                            | Jeremy Podeswa   | Jason Schafer                                             | 8 kwietnia 2001  | 23 kwietnia 2001    |
| 17 | 17 | Solution (How TLFKAM Got Her Name Back) | Michael DeCarlo  | Jonathan Tolins                                           | 15 kwietnia 2001 | 30 kwietnia 2001    |
| 18 | 18 | Surprise Kill                           | Russell Mulcahy  | Ron Cowen, Daniel Lipman, Jason Schafer & Jonathan Tolins | 22 kwietnia 2001 | 7 maja 2001         |
| 19 | 19 | Good Grief!                             | David Wellington | Garth Wingfield                                           | 29 kwietnia 2001 | 14 maja 2001        |
| 20 | 20 | The King of Babylon                     | Russell Mulcahy  | Jason Schafer & Jonathan Tolins                           | 10 czerwca 2001  | 21 maja 2001        |
| 21 | 21 | Running to Stand Still                  | Michael DeCarlo  | Gareth Wingfield                                          | 17 czerwca 2001  | 28 maja 2001        |
| 22 | 22 | Full Circle                             | Alex Chapple     | Ron Cowen & Daniel Lipman                                 | 24 czerwca 2001  | 25 czerwca 2001     |

### Seria 2: 2002
| №  | #  | Tytuł                                             | Reżyseria        | Scenariusz                                                                            | Premiera w USA   | Premiera w Kanadzie |
| -- | -- | ------------------------------------------------- | ---------------- | ------------------------------------------------------------------------------------- | ---------------- | ------------------- |
| 23 | 1  | Home is Where the Ass Is                          | Alex Chapple     | Ron Cowen & Daniel Lipman                                                             | 6 stycznia 2002  | 21 stycznia 2002    |
| 24 | 2  | All Better Now                                    | John Greyson     | Ron Cowen & Daniel Lipman                                                             | 13 stycznia 2002 | 28 stycznia 2002    |
| 25 | 3  | Hypocrisy: Don't Do It                            | Michael DeCarlo  | Ron Cowen, Daniel Lipman & Karen Walton                                               | 20 stycznia 2002 | 4 lutego 2002       |
| 26 | 4  | Pride                                             | Kevin Inch       | Ron Cowen, Daniel Lipman & Michael MacLennan                                          | 27 stycznia 2002 | 11 lutego 2002      |
| 27 | 5  | ...Wherever That Dream May Lead You               | David Wellington | Ron Cowen, Daniel Lipman & Efrem Seeger                                               | 3 lutego 2002    | 18 lutego 2002      |
| 28 | 6  | Mixed Blessings                                   | Bruce McDonald   | Ron Cowen, Daniel Lipman, Matt Pyken & Michael Berns                                  | 10 lutego 2002   | 25 lutego 2002      |
| 29 | 7  | The Leper (Hath the Babe Not Eyes?)               | Michael DeCarlo  | Ron Cowen, Daniel Lipman & Blair Fell                                                 | 17 lutego 2002   | 4 marca 2002        |
| 30 | 8  | Love for Sale                                     | Alex Chapple     | Ron Cowen, Daniel Lipman & Michael MacLennan                                          | 3 marca 2002     | 11 marca 2002       |
| 31 | 9  | Accentuate the Positive                           | Bruce McDonald   | Ron Cowen, Daniel Lipman & Efrem Seeger                                               | 10 marca 2002    | 18 marca 2002       |
| 32 | 10 | Priorities, Please! (Beat the Time)               | Michael DeCarlo  | Ron Cowen, Daniel Lipman, Matt Pyken & Michael Berns                                  | 17 marca 2002    | 25 marca 2002       |
| 33 | 11 | The Wedding                                       | Kevin Inch       | Ron Cowen, Daniel Lipman & Karen Walton                                               | 31 marca 2002    | 1 kwietnia 2002     |
| 34 | 12 | One Degree of Brian Kinney                        | Thom Best        | Ron Cowen, Daniel Lipman & Michael MacLennan                                          | 7 kwietnia 2002  | 8 kwietnia 2002     |
| 35 | 13 | It's Because I'm Gay, Right?                      | John Greyson     | Ron Cowen, Daniel Lipman & Efrem Seeger                                               | 14 kwietnia 2002 | 15 kwietnia 2002    |
| 36 | 14 | The Dangers of Sex and Drugs                      | John Fawcett     | Ron Cowen, Daniel Lipman, Matt Pyken & Michael Berns                                  | 28 kwietnia 2002 | 29 kwietnia 2002    |
| 37 | 15 | Rage Against This Machine                         | Jeremy Podeswa   | Ron Cowen, Daniel Lipman & Karen Walton                                               | 5 maja 2002      | 6 maja 2002         |
| 38 | 16 | You Say it's Your Birthday! I Couldn't Care Less! | Bruce McDonald   | Ron Cowen, Daniel Lipman & Michael MacLennan                                          | 12 maja 2002     | 13 maja 2002        |
| 39 | 17 | You Can Leda Girl to Pussy                        | David Wellington | Ron Cowen, Daniel Lipman & Efrem Seeger                                               | 26 maja 2002     | 27 maja 2002        |
| 40 | 18 | Sick, Sick, Sick                                  | Alex Chapple     | Ron Cowen, Daniel Lipman, Matt Pyken & Michael Berns                                  | 2 czerwca 2002   | 3 czerwca 2002      |
| 41 | 19 | Bowling for Equality                              | Michael DeCarlo  | Ron Cowen, Daniel Lipman, Efrem Seeger, Michael MacLennan, Matt Pyken & Michael Berns | 9 czerwca 2002   | 10 czerwca 2002     |
| 42 | 20 | Out With a Whimper                                | David Wellington | Ron Cowen & Daniel Lipman                                                             | 16 czerwca 2002  | 17 czerwca 2002     |

### Seria 3: 2003
| №  | #  | Tytuł                                  | Reżyseria        | Scenariusz                                   | Premiera w USA   | Premiera w Kanadzie |
| -- | -- | -------------------------------------- | ---------------- | -------------------------------------------- | ---------------- | ------------------- |
| 43 | 1  | Mad Dog Kinney                         | Jeremy Podeswa   | Ron Cowen & Daniel Lipman                    | 2 marca 2003     | 7 kwietnia 2003     |
| 44 | 2  | House Full of Children                 | Bruce McDonald   | Ron Cowen, Daniel Lipman & Michael MacLennan | 9 marca 2003     | 14 kwietnia 2003    |
| 45 | 3  | Doctors of Dickology                   | Laurie Lynd      | Ron Cowen, Daniel Lipman & Efrem Seeger      | 16 marca 2003    | 21 kwietnia 2003    |
| 46 | 4  | Brat-Sitting                           | Kari Skogland    | Ron Cowen, Daniel Lipman & Del Shores        | 30 marca 2003    | 28 kwietnia 2003    |
| 47 | 5  | There's Nothing Noble about Being Poor | Kelly Makin      | Ron Cowen, Daniel Lipman & Shawn Postoff     | 6 kwietnia 2003  | 5 maja 2003         |
| 48 | 6  | One Ring to Rule Them All              | Bruce McDonald   | Ron Cowen, Daniel Lipman, & Brad Fraser      | 13 kwietnia 2003 | 12 maja 2003        |
| 49 | 7  | Stop Hurting Us                        | Kevin Inch       | Ron Cowen, Daniel Lipman & Michael MacLennan | 20 kwietnia 2003 | 19 maja 2003        |
| 50 | 8  | Hunt(er) For Love                      | Bruce McDonald   | Ron Cowen, Daniel Lipman & Efrem Seeger      | 27 kwietnia 2003 | 26 maja 2003        |
| 51 | 9  | Big Fucking Mouth                      | Kelly Makin      | Ron Cowen, Daniel Lipman & Del Shores        | 11 maja 2003     | 2 czerwca 2003      |
| 52 | 10 | Uncle Ben                              | Kevin Inch       | Ron Cowen, Daniel Lipman & Shawn Postoff     | 18 maja 2003     | 9 czerwca 2003      |
| 53 | 11 | Poster May Lead to the Truth           | Chris Grismer    | Ron Cowen, Daniel Lipman & Brad Fraser       | 25 maja 2003     | 16 czerwca 2003     |
| 54 | 12 | Drugs, Sex and Lies                    | David Wellington | Ron Cowen, Daniel Lipman & Michael MacLennan | 8 czerwca 2003   | 23 czerwca 2003     |
| 55 | 13 | Tweaked-Out, Fucked-Out Crystal Queen  | Alex Chapple     | Ron Cowen, Daniel Lipman & Efrem Seeger      | 15 czerwca 2003  | 30 czerwca 2003     |
| 56 | 14 | The Election                           | Kelly Makin      | Ron Cowen & Daniel Lipman                    | 22 czerwca 2003  | 7 lipca 2003        |

### Seria 4: 2004
| №  | #  | Tytuł                                | Reżyseria       | Scenariusz                                   | Premiera w USA   | Premiera w Kanadzie |
| -- | -- | ------------------------------------ | --------------- | -------------------------------------------- | ---------------- | ------------------- |
| 57 | 1  | Just a Little Help                   | Kelly Makin     | Ron Cowen & Daniel Lipman                    | 18 kwietnia 2004 | 19 kwietnia 2004    |
| 58 | 2  | Stand Up for Ourselves               | Jeremy Podeswa  | Ron Cowen, Daniel Lipman & Michael MacLennan | 25 kwietnia 2004 | 26 kwietnia 2004    |
| 59 | 3  | Starting a Whole New Life            | Chris Grismer   | Ron Cowen, Daniel Lipman & Brad Fraser       | 2 maja 2004      | 3 maja 2004         |
| 60 | 4  | Escalating Violence                  | Kevin Inch      | Ron Cowen, Daniel Lipman & Del Shores        | 9 maja 2004      | 10 maja 2004        |
| 61 | 5  | How Far You Can Go                   | Kelly Makin     | Ron Cowen, Daniel Lipman & Shawn Postoff     | 16 maja 2004     | 17 maja 2004        |
| 62 | 6  | Death in the Family                  | Bruce McDonald  | Ron Cowen, Daniel Lipman & Michael MacLennan | 23 maja 2004     | 24 maja 2004        |
| 63 | 7  | Preponderance of Death               | Alex Chapple    | Ron Cowen, Daniel Lipman & Brad Fraser       | 30 maja 2004     | 31 maja 2004        |
| 64 | 8  | Two Kinds of Lies                    | Bruce McDonald  | Ron Cowen, Daniel Lipman & Del Shores        | 6 czerwca 2004   | 7 czerwca 2004      |
| 65 | 9  | Have Some Balls                      | Kevin Inch      | Ron Cowen, Daniel Lipman & Shawn Postoff     | 13 czerwca 2004  | 14 czerwca 2004     |
| 66 | 10 | The Snake in Paradise                | John Fawcett    | Ron Cowen, Daniel Lipman & Michael MacLennan | 20 czerwca 2004  | 21 czerwca 2004     |
| 67 | 11 | Gay or Straight? That's the Question | Thom Best       | Ron Cowen, Daniel Lipman & Del Shores        | 27 czerwca 2004  | 28 czerwca 2004     |
| 68 | 12 | Irritation and Separation            | Kelly Makin     | Ron Cowen, Daniel Lipman & Brad Fraser       | 4 lipca 2004     | 5 lipca 2004        |
| 69 | 13 | Proposal of Two Kinds                | Michael DeCarlo | Ron Cowen, Daniel Lipman & Shawn Postoff     | 11 lipca 2004    | 12 lipca 2004       |
| 70 | 14 | Liberty Ride                         | Kelly Makin     | Ron Cowen & Daniel Lipman                    | 18 lipca 2004    | 19 lipca 2004       |

### Seria 5: 2005
| №  | #  | Tytuł                             | Reżyseria        | Scenariusz                                   | Premiera w USA  | Premiera w Kanadzie |
| -- | -- | --------------------------------- | ---------------- | -------------------------------------------- | --------------- | ------------------- |
| 71 | 1  | Move and Leave                    | Kelly Makin      | Ron Cowen & Daniel Lipman                    | 22 maja 2005    | 23 maja 2005        |
| 72 | 2  | Back in Business                  | Michael DeCarlo  | Ron Cowen, Daniel Lipman & Del Shores        | 22 maja 2005    | 30 maja 2005        |
| 73 | 3  | Fags are No Different than People | Michael DeCarlo  | Ron Cowen, Daniel Lipman & Brad Fraser       | 29 maja 2005    | 6 czerwca 2005      |
| 74 | 4  | Hard Decisions                    | Kelly Makin      | Ron Cowen, Daniel Lipman & Michael MacLennan | 5 czerwca 2005  | 13 czerwca 2005     |
| 75 | 5  | Excluding and Abstemiousness      | Chris Grismer    | Ron Cowen, Daniel Lipman & Shawn Postoff     | 12 czerwca 2005 | 20 czerwca 2005     |
| 76 | 6  | Bored Out of Ya Fucking Mind      | Alex Chapple     | Ron Cowen, Daniel Lipman & Del Shores        | 19 czerwca 2005 | 27 czerwca 2005     |
| 77 | 7  | Hope Against Hope                 | Thom Best        | Ron Cowen, Daniel Lipman & Shawn Postoff     | 26 czerwca 2005 | 4 lipca 2005        |
| 78 | 8  | Honest to Yourself                | Thom Best        | Ron Cowen, Daniel Lipman & Shawn Postoff     | 3 lipca 2005    | 11 lipca 2005       |
| 79 | 9  | Anything in Common                | David Wellington | Ron Cowen, Daniel Lipman & Brad Fraser       | 10 lipca 2005   | 18 lipca 2005       |
| 80 | 10 | I Love You                        | Kelly Makin      | Ron Cowen, Daniel Lipman & Del Shores        | 17 lipca 2005   | 25 lipca 2005       |
| 81 | 11 | Fuckin' Revenge                   | David Wellington | Ron Cowen, Daniel Lipman & Brad Fraser       | 24 lipca 2005   | 1 sierpnia 2005     |
| 82 | 12 | Mr. Right (Never Broke a Promise) | John Fawcett     | Ron Cowen, Daniel Lipman & Michael MacLennan | 31 lipca 2005   | 8 sierpnia 2005     |
| 83 | 13 | We Will Survive!                  | Kelly Makin      | Ron Cowen & Daniel Lipman                    | 7 sierpnia 2005 | 15 sierpnia 2005    |

### Odcinki specjalne
| №  | # | Tytuł                               | Premiera w USA |
| -- | - | ----------------------------------- | -------------- |
| S1 | 1 | Is America Ready for Queer As Folk? | 2000           |
| S2 | 2 | QAF Saying Goodbye                  | 31 lipca 2005  |